# HD25154
HD25154 — хімічно пекулярна зоря спектрального класу A3, що має видиму зоряну величину в смузі V приблизно  9,9.
Вона  розташована на відстані близько 434,3 світлових років від Сонця.